# Runenstein von Lund
Der Runenstein von Lund (DR 314, schwedisch: Lundastenen 1 oder Allhelgonastenen) ist ein Runenstein aus der Wikingerzeit (um 960/1050) in Lund in Schweden.
Der 3,96 Meter hohe Stein wurde 1682 in den Ruinen des Klosters Allerheiligen (Allhelgonaklostret) auf dem Helgonabacken gefunden, 1690 geborgen und 1868 im Park Lundagård aufgestellt. 1957 wurde der Runenstein in die Universitätsbibliothek Lund verbracht, wo er heute in der Eingangshalle steht.
Der Stein ist auf zwei schmalen Seiten mit Runen beschrieben. Auf einer breiten Seite sind zwei Tiere abgebildet und zwischen deren Köpfen ein Gesicht (Maskenstein). Auf einer vierten Seite befindet sich ein Löwenkopf.
Inschrift
A þu(r)[kisl : sun : i]sgis : biarnaR : sunaR : risþi : sti[ną : þisi] : (u)(f)tiR : bruþr :
B siną : baþa : ulaf : uk : utar : lanmitr : kuþa :
A Þorgísl, sonr Ásgeirs Bjarnar sonar, reisti steina þessa eptir brœðr
B sína báða, Ólaf ok Óttar, landmennr góða.
deutsch
A Þorgísl, Sohn von Ásgeirr Björns Sohn, errichtete diese Steine in Gedenken an seine zwei Brüder
B Ólafr und Óttarr, gute Landbesitzer